# Gmina Fladså
Gmina Fladså (duń. Fladså Kommune) – istniejąca w latach 1970–2006 (włącznie) gmina w Danii w  okręgu Storstrøms Amt.
Siedzibą władz gminy było miasto Mogenstrup.
Gmina Fladså została utworzona 1 kwietnia 1970 na mocy reformy podziału administracyjnego Danii. Po kolejnej reformie administracyjnej w roku 2007 weszła w skład nowej gminy Næstved.

## Dane liczbowe
- Liczba ludności: (♀ 3894 + ♂ 3687) = 7581
  - wiek 0-6: 8,5%
  - wiek 7-16: 14,4%
  - wiek 17-66: 65,5%
  - wiek 67+: 11,6%
- zagęszczenie ludności: 57,4 osób/km²
- bezrobocie: 4,4% osób w wieku 17-66 lat
- cudzoziemcy z UE, Skandynawii i USA: 120 na 10 000 osób
- cudzoziemcy z krajów Trzeciego Świata: 124 na 10 000 osób
- liczba szkół podstawowych: 3 (liczba klas: 46)